# پیتر دوهرتی (بازیکن فوتبال)

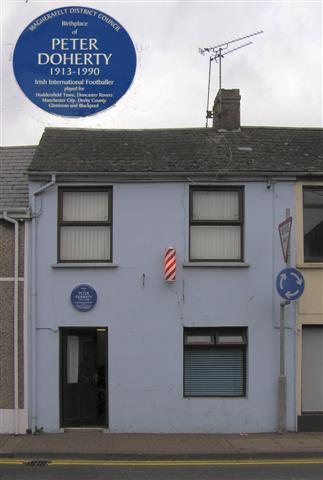
نمایی از محل زادگاه پیتر دوهرتی - ۲۰۰۶

پیتر دوهرتی (انگلیسی: Peter Doherty; ۵ ژوئن ۱۹۱۳ – ۶ آوریل ۱۹۹۰) بازیکن و مربی فوتبال اهل ایرلند شمالی بود.
از باشگاه‌هایی که در آن بازی کرده‌است می‌توان به باشگاه فوتبال گلنتوران، باشگاه فوتبال وست برومویچ آلبیون، باشگاه فوتبال لینکولن سیتی، باشگاه فوتبال هادرزفیلد تاون، باشگاه فوتبال پورت ویل، باشگاه فوتبال منچستر سیتی، باشگاه فوتبال دونکستر راورز، باشگاه فوتبال بلکپول، باشگاه فوتبال منچستر یونایتد، باشگاه فوتبال برنتفورد و باشگاه فوتبال دربی کانتی اشاره کرد.